# Olszewiec (województwo lubuskie)
Olszewiec – osada w Polsce, położona w województwie lubuskim, w powiecie krośnieńskim, w gminie Dąbie.
W latach 1975–1998 miejscowość administracyjnie należała do województwa zielonogórskiego.